# 武揚山
43°58′20″N 20°28′09″E / 43.97222°N 20.46917°E

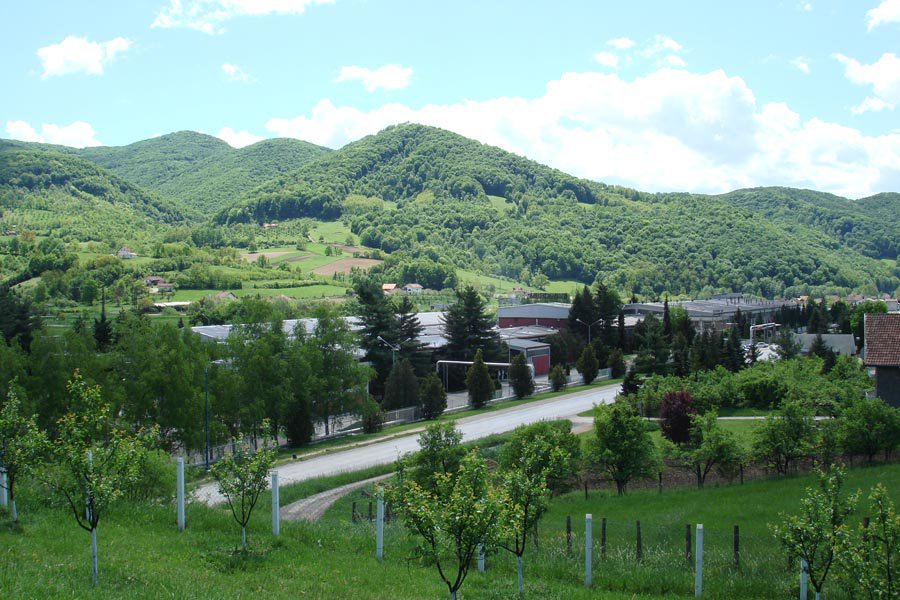

武揚山是塞爾維亞的山峰，位於該國中部，鄰近上米拉諾瓦茨，最高點海拔高度856米，幾乎完全被茂密的落葉林覆蓋，山上的修道院建於十八世紀。